# Малая Шильна
Малая Шильна — деревня в Тукаевском районе Татарстана. Административный центр Малошильнинского сельского поселения.

## География
Находится на расстоянии приблизительно 4 км на восток-северо-восток от северо-восточной границы районного центра города Набережные Челны у речки Шильна. К северу от деревни простирается Боровецкий лес — часть национального парка «Нижняя Кама».

## История
Известна с 1646 года как Шильна Новый Усад. В XVIII - 1-й пол. XIX вв. жители относились к категории государственных крестьян. Занимались земледелием, разведением скота, пчеловодством и лесопильным промыслом. В нач. XX в. здесь имелись водяная мельница, кузница.

## Население
| 2012 |
| ---- |
| 1013 |

Постоянных жителей было: в 1870—620, в 1897—691, в 1920—703, в 1926—627, в 1938—495, в 1949—260, в 1958—277, в 1970—236, в 1979—482, в 1989—783 (русские 50%, татары 45%), 849 в 2002 году (русские 48 %, татары 48 %), 995 в 2010.

## Инфраструктура
В селе имеется средняя школа, дом культуры, библиотека.

## Культура
Ныне действует церковь (годы строительства 2013-2014) и мечеть. 